# Tunnel routier du col de Tende
Le tunnel routier du col de Tende est un tunnel situé sous le col de Tende à la frontière actuelle entre l'Italie et la France. Construit entre 1878 et 1882 en Italie, il devient franco-italien en 1947 lors de l'entrée en vigueur du traité de Paris. Un second tunnel, en travaux depuis 2014, est mis en service en 2025.

## Histoire

### Les premières tentatives de percement
Le col de Tende devient le principal passage routier des Alpes occidentales entre les ports méditerranéens de Nice, Villefranche-sur-Mer et Menton avec le Piémont après l'acquisition du comté de Tende par le duc de Savoie en 1581, jusqu'à ce que le roi de Sardaigne s'empare de la république de Gênes et de son port, en janvier 1815.
La topographie du site est favorable au percement d'un tunnel. En effet, vers l'altitude de 1 300 m. soit 570 mètres en dessous du col, la longueur entre les deux têtes d'un tunnel serait de 3 000 m.
Plusieurs tentatives de creusement d’un tunnel pour faciliter son passage en toutes saisons sont décidées par les ducs de Savoie après leur prise de possession du comté de Tende. En 1592, Charles-Emmanuel Ier de Savoie entreprend de rendre « charriable » la route par le col, puis décide en 1614 de la première tentative de creusement d'un tunnel en commençant le percement par Limone Piemonte. D'autres essais ont lieu en 1624 et 1672. Ces travaux auraient été abandonnés, d'après Gioffredo [Qui ?], à cause du peu de consistance du terrain qui aurait entraîné des coûts de soutènement excessifs. Cette première galerie aurait été plus proche du sommet
Puis en 1714, Victor-Amédée II relance les travaux qui échouent à cause de difficultés techniques ou financières, ou les deux.
En 1780, la route Royale Nice-Turin est rendue carrossable entre Breil et Tende, comme l'indique une plaque gravée dans les gorges de Saorge : « Le roi Victor-Amédée de Sardaigne a élargi de 18 pieds le chemin créé au siècle précédent par Charles-Emmanuel Ier dans les gorges de Saorge ». La route entre Nice et le Piémont va voir son trafic de marchandises augmenter au détriment de la route par le col de Fenestre.
En 1784, une autre tentative de percement du tunnel est lancée, mais les travaux sont abandonnés à la suite d'un éboulement meurtrier.
De nouvelles études sont faites entre 1800 et 1850.

### La construction du tunnel
En 1860, lors de l'annexion du comté de Nice à la France, Cavour peut garder « comme territoires de chasse du roi de Sardaigne », les versants sud des Alpes avec les communes de Tende et la Brigue, bien que leurs populations aient voté pour devenir françaises.
Sous l'égide du nouveau royaume d'Italie, le percement du tunnel commence en 1878 à partir du versant sud, probablement pour permettre l'évacuation de l'eau en cas d'interception d'une rivière souterraine. La tête sud est placée à l'altitude de 1 280 m. et la tête nord à l'altitude de 1 321 m. La pente du tunnel est ascendante du sud vers le nord, sauf dans les dernières centaines de mètres.
Lors de son inauguration en 1882, il est le plus long tunnel routier de son temps, avec une longueur de 3 182 m. pour une largeur de 6 m.

### L'époque contemporaine
Le 10 février 1947, le traité de paix de Paris entérine le passage sous souveraineté française des territoires qui étaient restés italiens en 1860, en particulier Tende et une grande partie du territoire de la commune de La Brigue qui sont annexés en septembre de la même année. Désormais, sur les 3 182 mètres du tunnel, 1 485 sont situés en France.
Il est de loin le moyen de franchissement le plus utilisé, hormis par les vététistes, et surtout permet l'accès d'un pays à l'autre tout au long de l'année.

### Doublement du tunnel

#### Projet
En 2008, le tunnel fait l'objet de travaux destinés à le conforter. Un projet de doublement de ce dangereux tunnel semble voir le jour, dont le début des travaux est prévu en octobre 2013 et la mise en service à l'horizon 2020. Les travaux débutent finalement en juillet 2014 et le percement du nouveau tube en juin 2015. Le groupement d'entreprises Grandi Lavori Fincosit - Toto Costruzioni Generali S.p.A remporte le marché de travaux à la suite de l'appel d'offres lancé par l'ANAS S.p.A. — organisme homologue à l'ancienne DDE française.
Le nouveau tunnel, d'une largeur de 6,50 mètres, comprend une voie de circulation de 3,50 m, une voie d'arrêt d'urgence de 2,70 m et une banquette de 0,30 m, s’étend sur 3,2 km dont 1,4 km en France et 1,8 km sur le territoire italien. L'Italie finance 58,35% des travaux. Il abritera la circulation dans le sens Limone Piemonte en Italie vers Tende, en France. Le tunnel existant sera recalibré afin de le rendre conforme aux normes en vigueur après la mise en service du nouvel ouvrage. Le montant initial du projet est de 176 millions d'euros. L'ordre de service de démarrage des travaux a été notifié le 21 novembre 2013 et, conformément à la Loi italienne, la durée maximale des travaux est fixée à 2 280 jours.

#### Historique des travaux de doublement
En mai 2017, la justice italienne fait procéder à l'arrestation de dix-sept personnes travaillant sur le chantier, soupçonnées de détournement de matériaux. Les travaux sont alors suspendus.
Le 7 avril 2018, l'ANAS S.p.A. résilie le contrat avec la société Fincosit en raison de graves violations contractuelles, concernant notamment le non-retrait des anhydrites. Les travaux reprennent à l'automne 2019.
Le 26 mai 2020, l'ANAS S.p.A. signe avec le consortium Edilmaco un marché pour la fin des travaux du Tunnel de Tende bis qui doit permettre une mise en service en 2025.
Le 2 octobre 2020, la tempête Alex provoque d'énormes dégâts dans les Alpes-Maritimes et en Italie, entraînant l'inondation du tunnel et la destruction d'une partie de la route d'accès côté français. Le 5 mai 2021, la France et l'Italie valident la construction d'un viaduc de 65 m permettant le franchissement d'un éboulement causé par la tempête sur la route menant au tunnel coté français, l'achèvement de l'ensemble des travaux est prévu pour fin 2025. Depuis 2021, comme il n'est plus possible d'emprunter le tunnel historique, le passage par le col (piste des 46 lacets) a été rouvert de jour, en été, à des conditions et horaires très stricts.
Le nouveau tube du tunnel est inauguré et ouvre à la circulation le 27 juin 2025.

#### Surcoûts
En sus du montant initial de 176 millions d'euros financés à 42 % par l’État français, deux rallonges ont été demandées : une de 255 millions d'euros pour finir le second tunnel et une de 100 millions pour le premier tunnel.
En France, l'État, la région Sud Provence-Alpes-Côte d'Azur et le département des Alpes-Maritimes cofinancent ces travaux.
Par ailleurs, aucun budget n’a été alloué pour la remise en état du premier tube (évaluée à 100 millions).